# أرلين بلوم
أرلين بلوم (بالإنجليزية: Arlene Blum) هي كاتِبة ومؤلفة أمريكية، ولدت في 1 مارس 1945 في دافنبورت في الولايات المتحدة.

## وصلات خارجية
- الموقع الرسمي